# 禹王街道
禹王街道，是中华人民共和国湖北省黄冈市黄州区下辖的一个街道办事处。

## 地理与沿革
禹王街道位于黄州城区北部，1984年，设禹王城区，1987年属黄州镇，1991年撤销黄州镇时设立。因辖区内有战国邾王城遗址，且“邾、女、吕、禹”音相近而讹传为禹王城得名。东连路口镇、陶店，北与堵城镇相邻，南与赤壁街道、东湖街道相接，西临长江，与鄂州市华容区、葛店区相对。团黄公路、沿江公路贯穿全境，沿江有唐家渡码头。版图面积49.01平方千米，街道办事处位于团黄公路1号。

## 行政区划
禹王街道下辖以下村级行政区划单位：
望月堤社区、太平寺村、汪家冲村、王家林村、禹王城村、张家湾村、刘家大屋村、占岗村、东湖村、枫香桥村、樊家湾村、韦家凉亭村、万福村、新河村、蔡吴廖村和唐家渡村。

## 产业
早期禹王街道经济为城郊型农业经济，以粮、棉、油生产为主。1996年区县分设后，农业产业结构调整力度加大。改造矶窝湖区低产田，提高耕地与水域利用率。1998年，禹王街道在矶窝湖区建成万头中猪场、高标准冬暖大棚蔬菜基地、猪鱼鸭配套养殖基地等农业开发基地。1999年，继续在万福村建设高标准蔬菜大棚与精养鱼池200公顷。2002年，街道陆续引进工业企业，以民营建筑企业居多，城区有东门商场等企业。

## 旅游
禹王街道境内有战国时期的禹王城遗址（邾城遗址），遗址地跨今张湾、禹王城两村，1980年代因修筑团黄公路，挖掘出大量战国与东汉时期文物。在邾城遗址周边地域还发掘清理古墓三百余座。

## 图库

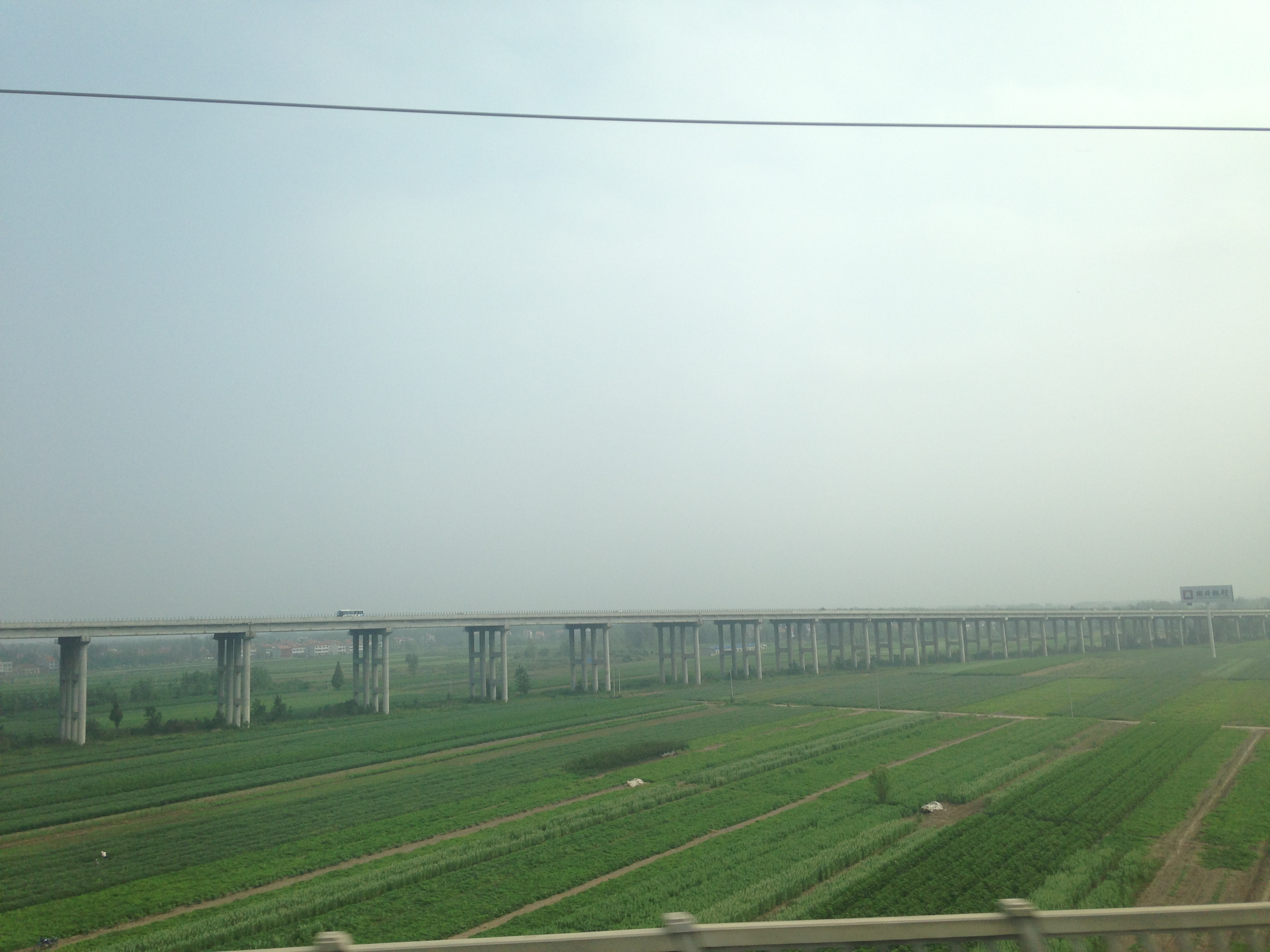
禹王街道、黄冈长江大桥附近
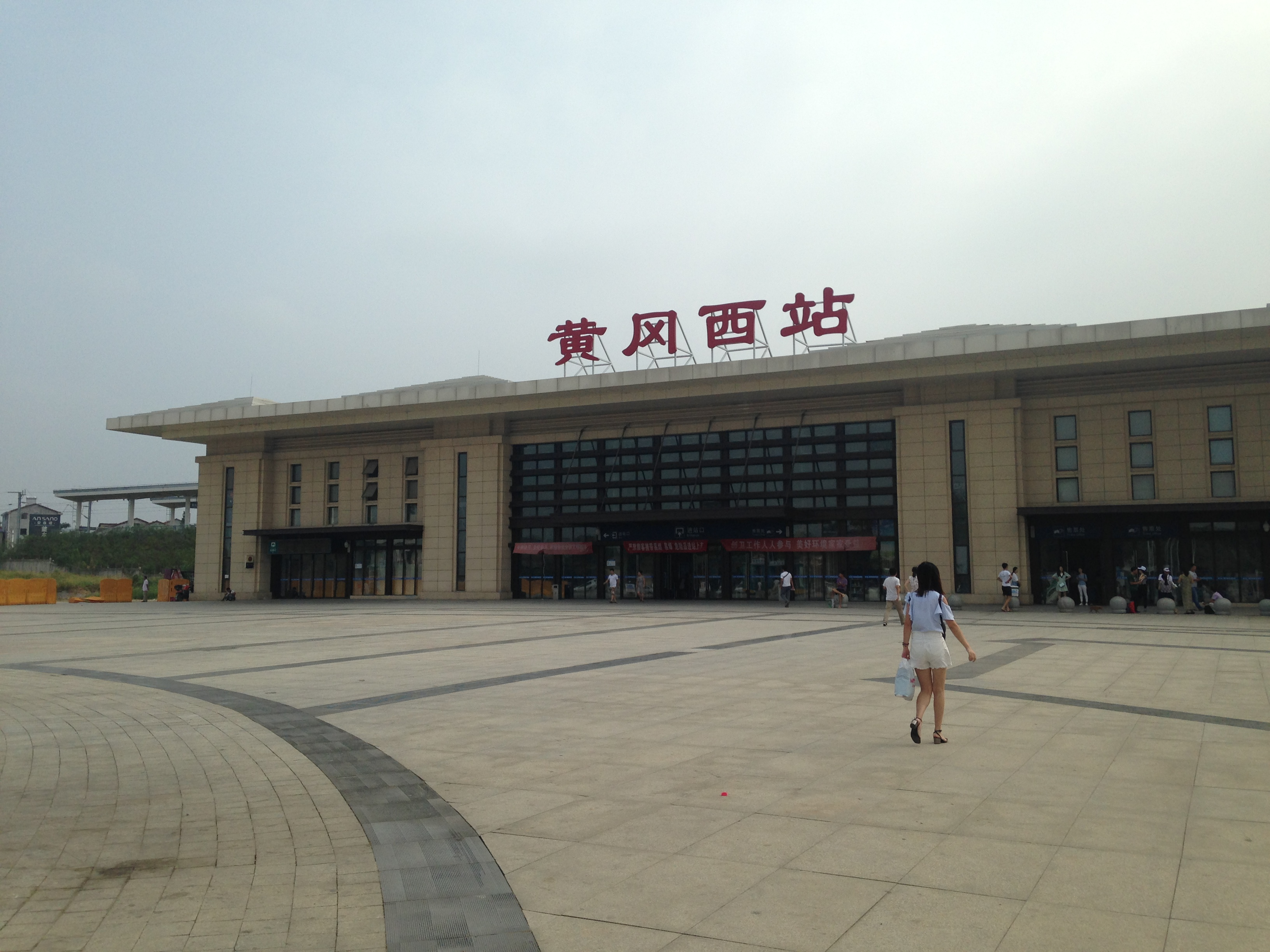
黄冈西站
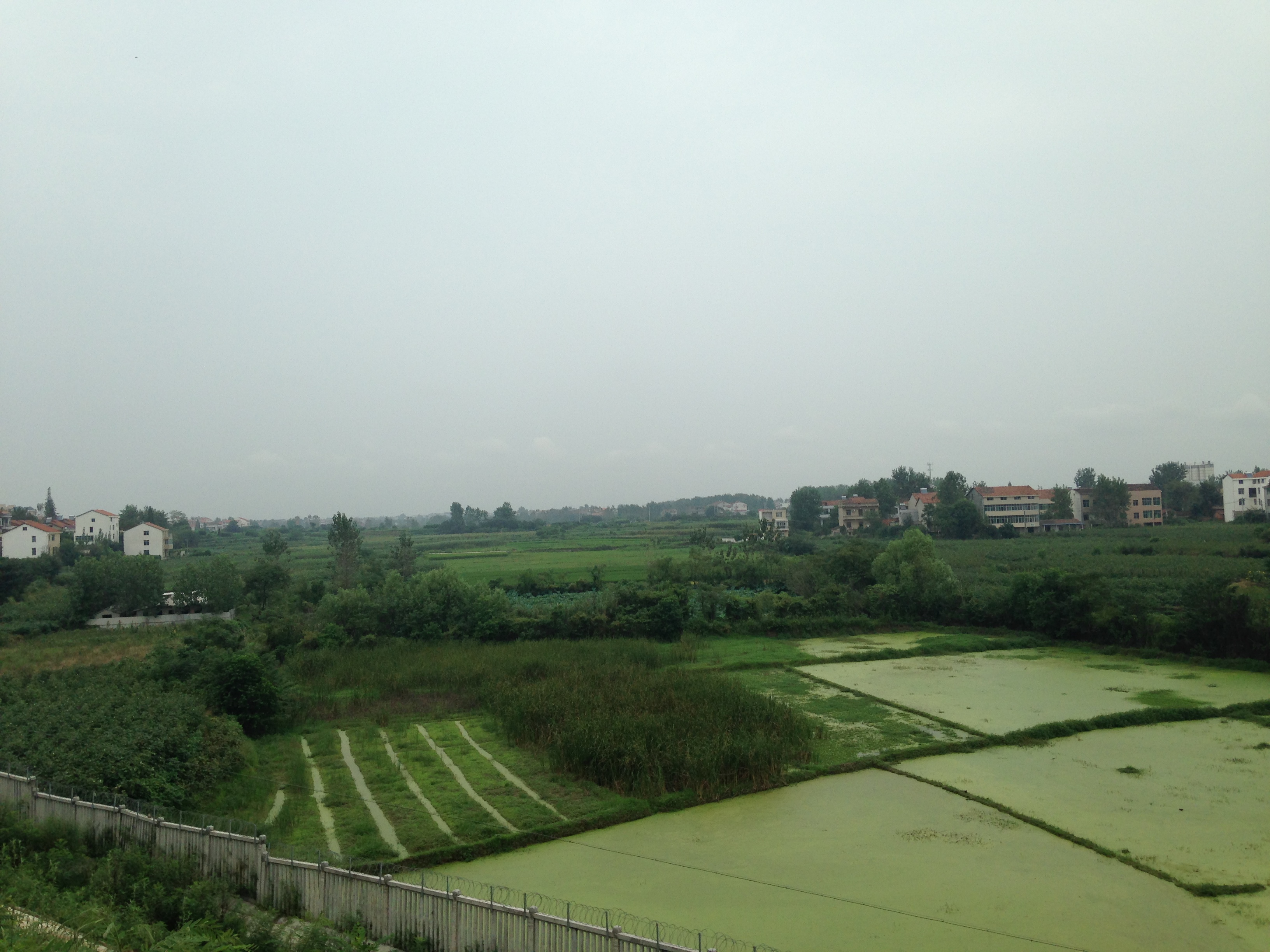
黄冈西站附近的农田
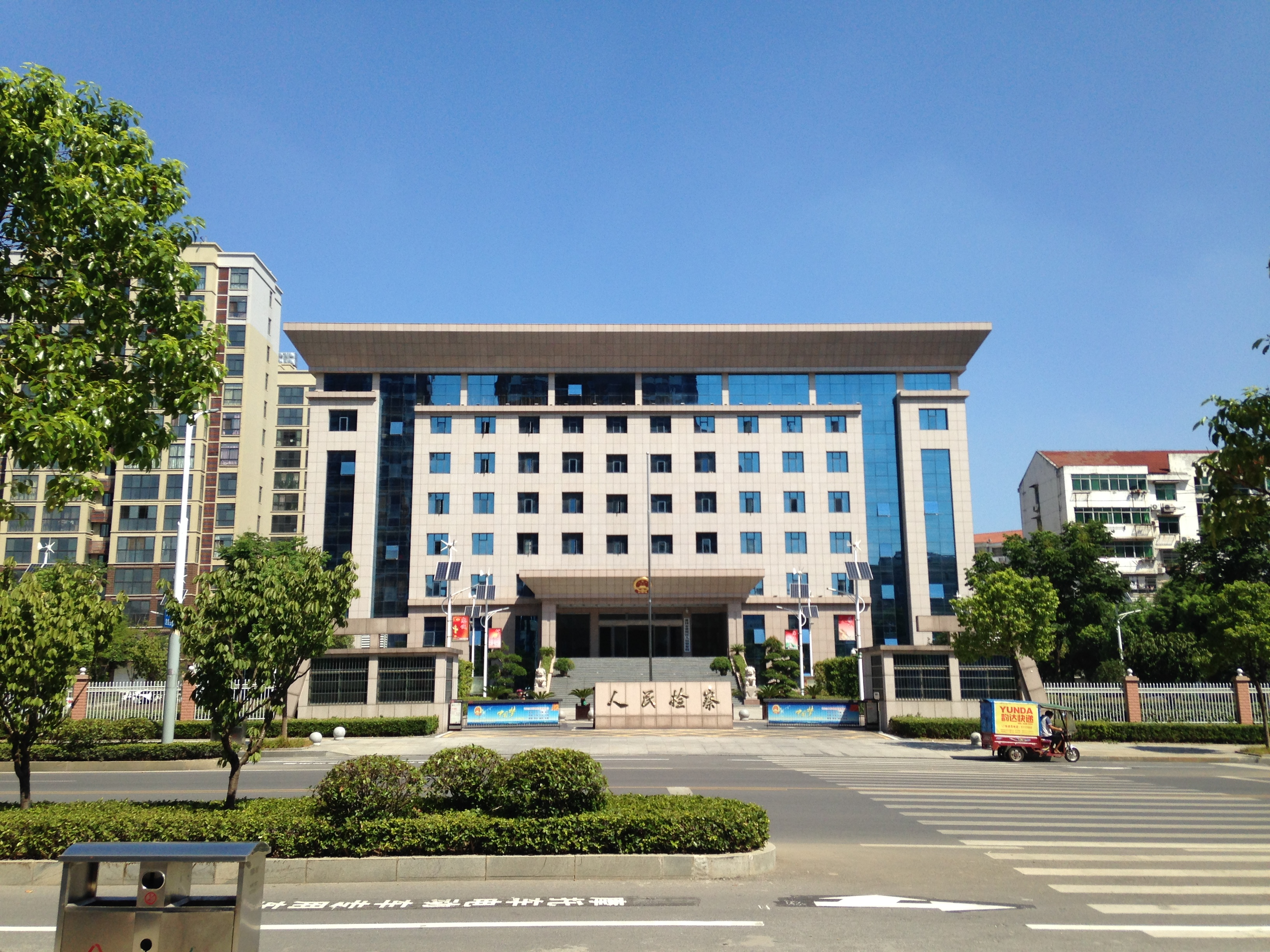
黄州区人民检察院